# Cocina sobre ruedas
Cocina sobre ruedas fue un programa de televisión gastronómico de América TV.

## Sinopsis
Este nuevo ciclo, llegará con las recetas al aire libre. Además, el programa contará con novedosos food trucks.
Bajo la producción de Kapow, Jimena Monteverde regresará a la conducción para ponerse al frente del ciclo. Estará acompañada por el cocinero Coco Agost Carreño, y la participación especial de Elba, la ganadora de MasterChef.

## Equipo

### Conductora
- Jimena Monteverde

### Cocineros
- Elba Rodríguez
- Coco Agost Carreño

## Audiencia
| #1 | Domingo | 5 de febrero de 2017  |  |  |  |  |
| #2 | Domingo | 12 de febrero de 2017 |  |  |  |  |

     Emisión más vista hasta el momento.

     Emisión menos vista hasta el momento.

- Datos: Q28663876